# Ludwig von Krutheim
Ludwig Ernst August von Krutheim (* 19. Mai 1819 in Krautheim; † 15. Januar 1885 in Karlsruhe) war ein deutscher Verwaltungsbeamter und Richter.

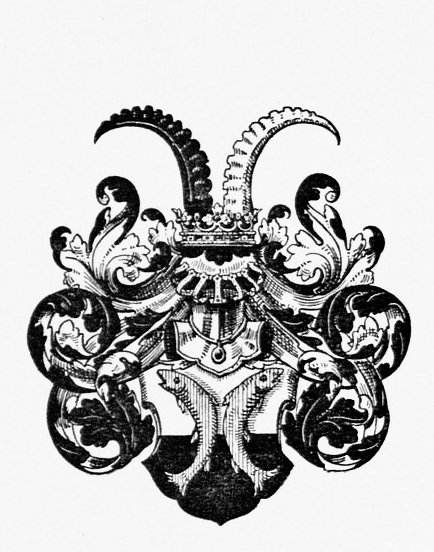
Wappen derer von Krutheim, gemindertes Stammwappen des Fürstenhauses Salm-Reifferscheidt-Krautheim

## Leben

### Herkunft
Geboren in Gewissensehe als Sohn des jüngsten Bruders des badischen Standesherrn und Fürsten Franz Wilhelm zu Salm-Reifferscheidt-Krautheim, des kölnischen Kanonikers Franz Joseph Anton Altgraf zu Salm-Reifferscheidt-Krautheim (1778–1851), und der Apollonia Isabelle Muck (1786–1848) aus Würzburg, hatte er einen älteren Bruder, Karl (1809–1836). Die Gebrüder wurden legitimiert und erhielten vom Landesherrn des Krautheimer Fürstenhauses, Großherzog Ludwig I., am 8. August 1827 in Karlsruhe den badischen Adelsstand als von Krutheim.

### Ausbildung und Wirken
Ludwig von Krutheim besuchte das Lyzeum in Mannheim. Von 1838 bis 1842 studierte er Rechtswissenschaften an der Ruprecht-Karls-Universität Heidelberg. 1839 wurde er Mitglied des Corps Rhenania Heidelberg. 1844 wurde er Rechtspraktikant, 1852 Assessor beim Bezirksamt Breisach und 1857 Amtsrichter beim Amtsgericht Breisach. 1859 wurde er zum Amtmann und Amtsvorstand des Bezirksamts Walldürn ernannt. 1861 erfolgte seine Beförderung zum Oberamtmann. 1867 wechselte er als Amtsvorstand zum Bezirksamt Eberbach. 1878 erfolgte seine Versetzung in den Ruhestand.

### Familie
Er heiratete zuerst am 12. Juni 1853 Marie Therese Luise Graff (1826–1861) und nach deren Tod, am 12. November 1862 ihre jüngere Schwester Sophie Elise Hubertine Graff (* 1828). Sie, die „Krutheim L. v., Oberamtm. Wwe.“ [Frau Oberamtmannswitwe Ludwig von Krutheim], wohnte 1891 noch in Karlsruhe in der Akademiestraße Nummer 1.

#### Kinder
- Anna Maria Franziska Ludowika von Krutheim (* 1856); heiratete in Rotterdam am 17. Oktober 1889 Joseph Carl van Geijn († 1898)

- Ludwig Franz Benjamin Joseph Otto von Krutheim (1857–1862)

- Friedrich Otto Albert von Krutheim (* 1859), 1886 Forstpraktikant[4]

## Auszeichnungen
- Ritterkreuz 1. Klasse des Ordens vom Zähringer Löwen, 1877